# Jeanne Villepreux-Power

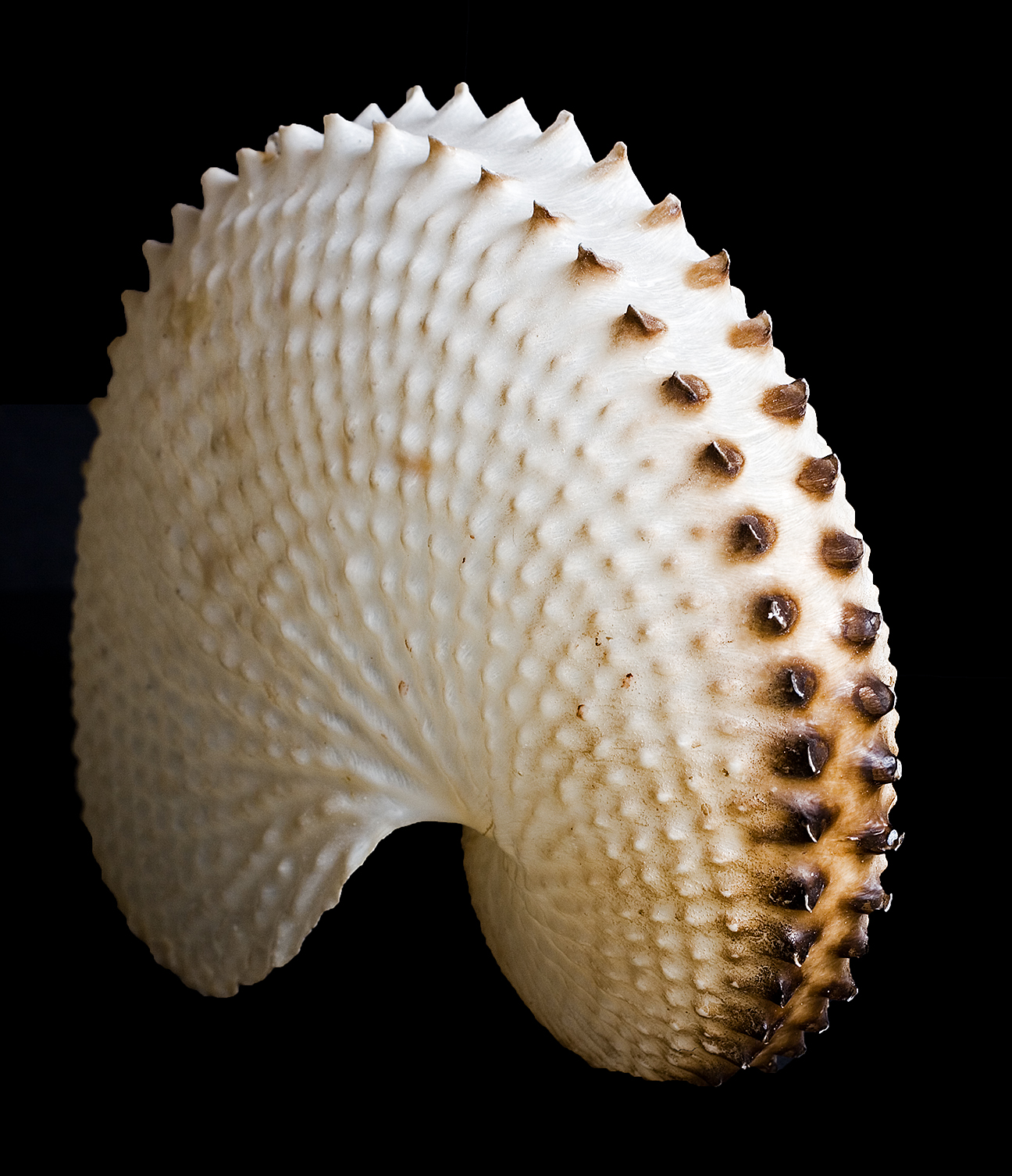
Nautilus(Argonauta sp.).

Jeanne Villepreux-Power, nacida como Jeanne Villepreux, (Juillac, Francia, 24 de septiembre de 1794-ibídem, 25 de enero de 1871) fue una bióloga marina pionera y autodidacta francesa. En 1832 fue la primera persona en crear acuarios para observar y experimentar con los organismos acuáticos. Edmond Perrier la describió como precursora de las estaciones de biología marina y el profesor de biología, Richard Owen, se refirió a ella como la "Madre de la Acuariofilia."

## Biografía
Fue la mayor de cuatro hermanos, hijos del zapatero Pierre Villepreux y su esposa Jeanne Nicot. Aprendió a leer y escribir de manera autodidacta. Marchó a París a pie, a los 18 años y allí trabajó de costurera y modista; así, se hizo famosa por el vestido de novia de la princesa Carolina de Nápoles y Sicilia (1798-1870) cuando se casó con Carlos Fernando de Artois, duque de Berry. 
Conoció un comerciante irlandés, James Power, con quien se casó en 1818 en Mesina. La pareja se estableció en Sicilia, donde Jeanne Villepreux-Power se dedicó completamente al estudio de la historia natural de la isla. Con el nombre de Jeannette Power publicó Itinerario della Sicilia riguardante tutt'y rami di storia naturale e parecchi di antichità che ese contiene (Mesina, 1839) y Guida por la Sicilia (Nápoles, 1842), una completa guía de aspectos de la naturaleza y también culturales de la isla.
Se interesó por los moluscos actuales y los fósiles, especialmente por el argonauta argo. Fue ella la que resolvió la cuestión científica abierta en aquel tiempo: ¿el argonauta segrega su propio caparazón o aprovecha los de otros como el cangrejo ermitaño? Para estudiarlos construyó las jaulas de Power, precursoras de los acuarios actuales. Eran jaulas de vidrio sumergibles que permitían observar la vida de los animales marinos y extraerlos para estudiarlos. Con estas observaciones demostró que el argonauta no es un oportunista, sino que segrega su propio caparazón. También determinó el modo de reproducción de la especie, que tiene un gran dimorfismo sexual. Publicó Observations et expériences physiques sur plusieurs animaux marins et terrestres. También propuso un antecedente de la piscicultura para criar alevines y repoblar los ríos de donde los pescados hubieran desaparecido.
Fue la primera mujer miembro de la Academia de Ciencias de Catania. También fue corresponsal de la Sociedad Zoológica de Londres y otras dieciséis sociedades científicas.
Sus colecciones, sus apuntes de historia natural y sus manuscritos se perdieron en el mar cuando el barco que los traía a Londres se hundió en 1838. Aunque continuó escribiendo, no realizó más observaciones. El matrimonio Power se trasladó a París en 1843. En el invierno de 1870 huyó de París ante la invasión del ejército prusiano y regresó a su pueblo natal, Juilliac, donde murió en enero de 1871.

## Reconocimientos
- Se dio su nombre a un cráter de Venus.[5]
- Un premio a jóvenes científicas del Lemosín tiene su nombre.[6]